# Isla del Amor
Isla del Amor är en ort i Mexiko.   Den ligger i kommunen Matamoros och delstaten Tamaulipas, i den östra delen av landet, 700 km norr om huvudstaden Mexico City. Isla del Amor ligger 2 meter över havet och antalet invånare är 161.
Terrängen runt Isla del Amor är mycket platt. Havet är nära Isla del Amor åt sydväst.  Närmaste större samhälle är Las Higuerillas, 3,3 km nordost om Isla del Amor. 